# 미래한국
《미래한국》은 2001년 11월 6일 대한민국에서 설립, 2002년 6월 15일 창간된 정책전문 시사주간지로 보수성향을 갖고 있다.
기사 분야는 정치, 북한, 통일, 사회, 국제, 경제, 문화 등의 분야의 기사를 다루고 있으며  정기 구독자를 중심으로 배포되며 전국 주요 서점과 대한항공 국제선 전 노선 등을 통해서도 접할 수 있다.
지면신문은 타블로이드 배판(일간신문판형)으로 발행돼 3만부 이상 발행했고 2008년 3월 이후 잡지판형으로 변경됐으며 부당 가격 5천원, 정기 구독료 연 11만원이다. 미국 워싱턴과 뉴욕에서도 한인 사회를 대상으로 각 2만부 정도가 발행되고 있다.

## 역사
2001년 10월 9일 김상철 전 서울시장이 창립하여 2002년 6월 15일 처음 발간됐다. 창간 편집위원으로 류우익 통일부 장관, 문용린 전 서울시교육감, 최광 전 보건복지부 장관, 이달곤 전 행안부 장관 등이 집필해 참여해왔다. 2012년 12월 김상철 발행인 회장의 타계 이후에 사위인 김범수 사장이 발행인으로 취임했다.

## 성향
《미래한국》의 사시는 “생명은 존귀하다. 사랑으로 화합하자. 미래를 준비한다”이다. 《미래한국》의 목표는 첫째, 한국 사회의 리더십이 신실하고 정직하며 사랑을 실천할 인물들로 채워지고, 둘째, 북한 동포가 하루라도 빨리 억압에서 벗어나 인간의 존엄성을 회복하고 자유와 번영을 누릴 수 있게 하며, 셋째, 대한민국이 지성과 지식력(知識力), 그리고 믿음과 사랑으로 충만한 공동체가 되어 국제 협력과 세계화의 전진 기수가 되도록 만드는 데 있다.

## 같이 보기
- 신문
- 언론기관
- 조선일보
- 중앙일보
- 동아일보
- 조중동